# انتخابات ریاست‌جمهوری ایالات متحده آمریکا (۱۹۸۴)
انتخابات ریاست‌جمهوری ایالات متحده آمریکا پنجاهمین انتخابات ریاست جمهوری آمریکابود. این انتخابات در ۶ نوامبر ۱۹۸۴ برگزار شد. رقابت بین رئیس جمهور رونالد ریگان، نامزد جمهوری‌خواه، و معاون سابق رئیس جمهور، والتر موندیل، نامزد دمکرات بود.
ریگان در ۴۹ ایالت از ۵۰ ایالت پیروز شد و یکی از تنها دو نفری شد که در کنار ریچارد نیکسون در سال ۱۹۷۲، چنین پیروزی را کسب کردند. ریگان بر بازیابی اقتصادی از رکود تورمی دهه ۱۹۷۰ و بحران اقتصادی ۱۹۸۱–۱۹۸۲ و نیز برداشت عمومی که ریاست جمهوری او احیای اعتماد و اعتبار ملی بوده است تأکید کرد. تنها رای‌های الکتورال موندیل مرتبط به واشینگتن، دی.سی., که هرگز به یک جمهوریخواه رای نداده و ایالت خود او، مینه سوتا، بود که در آن تنها با ۳٬۷۶۱ رای پیروز شد.
۵۲۵ رای الکتورال ریگان (از ۵۳۸ رای) بیشترین رایی است که یک نامزد جمهوریخواه هرگز توانسته برنده شود. او در درصد رای الکتورال چهارم است.

## نگارخانه

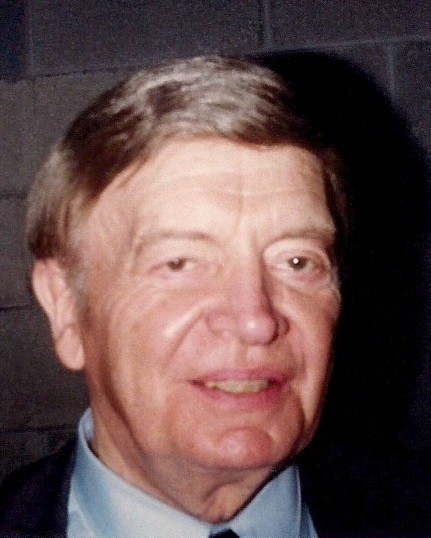